# Oddział Antoniego Jeziorańskiego

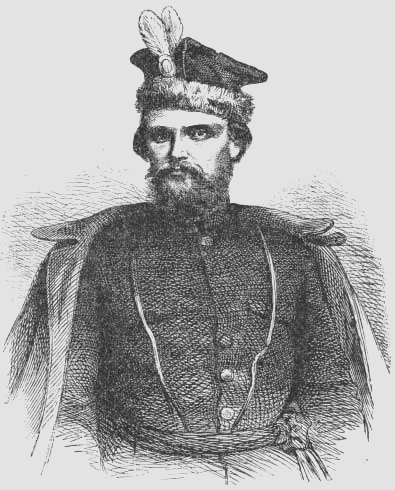
Antoni Jeziorański

Oddział Antoniego Jeziorańskiego – partia powstańcza okresu powstania styczniowego, operująca w Łódzkiem a potem w Małopolsce.
Dowódcą oddziału był Antoni Jeziorański, 14 stycznia 1863 mianowany naczelnikiem wojennym województwa rawskiego.
Jeziorański przeprowadził koncentrację swojego oddziału w sile 400 ludzi w lasach w okolicach Jeruzala.

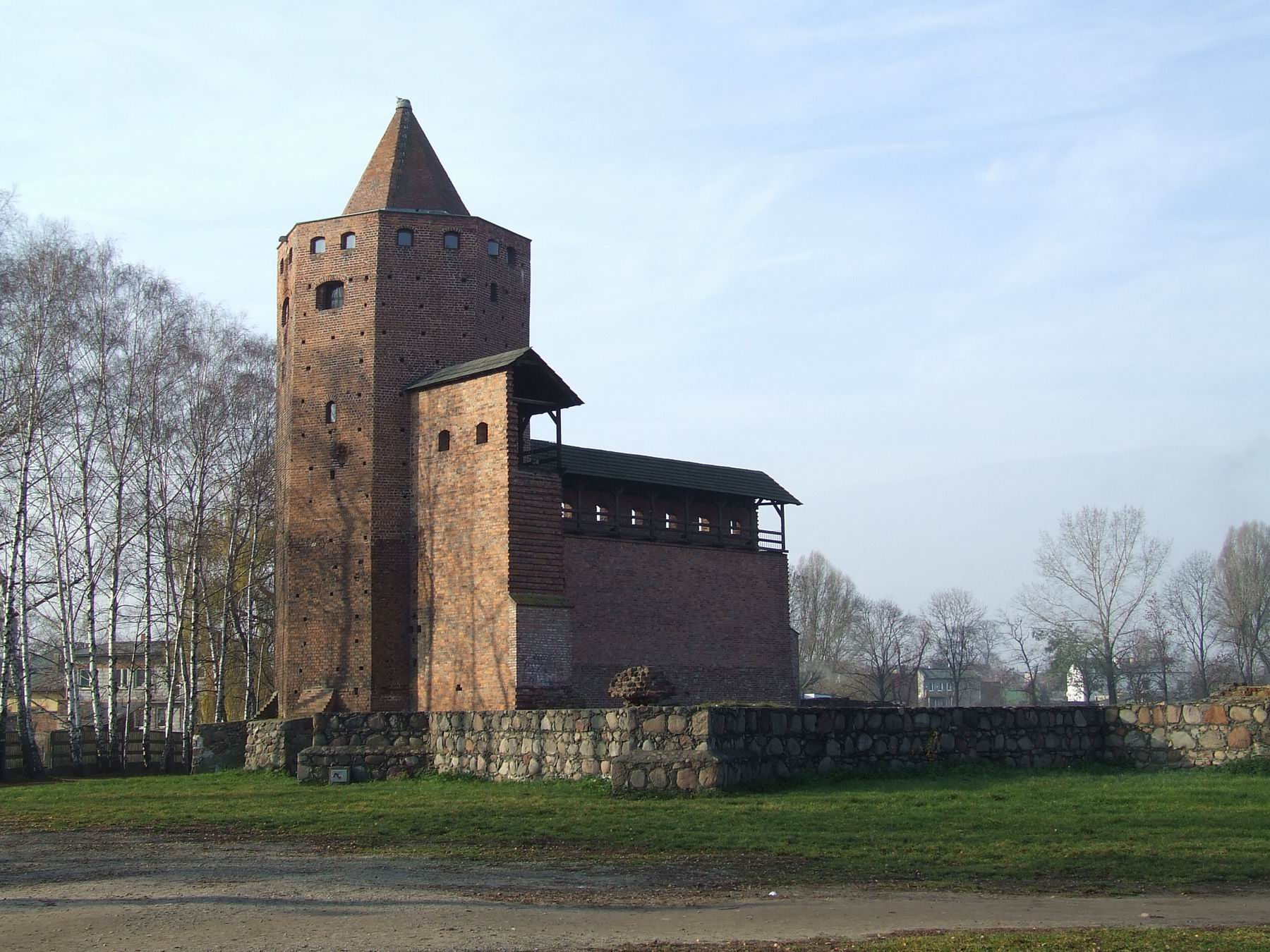
Rawa Mazowiecka

4 lutego wykonał udane uderzenie na Rawę Mazowiecką, zdobywając rosyjskie koszary, pozyskując broń i biorąc jeńców.
22 lutego otrzymał rozkaz podporządkowania się gen. Marianowi Langiewiczowi. Po drodze włączał do swojego oddziału mniejsze partie powstańcze i staczał potyczki z wojskami rosyjskimi. Brał udział w bitwie pod Pieskową Skałą i bitwie pod Skałą. 
Jako przeciwnik dyktatury Langiewicza, poróżniony ze swoim dowódcą, przeszedł granicę austriacką. W marcu  mianowany naczelnikiem wojennym województwa lubelskiego.
W kwietniu na czele 800-osobowego oddziału wkroczył do Królestwa Polskiego. 1 maja pobił Rosjan w kilkudniowej bitwie pod Kobylanką. Jednak jego zgrupowanie zostało osłabione wysokimi stratami a sam Jeziorański udał się do Galicji, ukrywał się w domu hr. Konarskiej w Chrewcie.
Dowódca oddziału został aresztowany przez policję austriacką i zwolniony w czerwcu 1865.